# Uhcit Duolbajávri
Uhcit Duolbajávri och Stuorát Duolbajávri, eller Tuolbajävrik är sjöar i Finland. De ligger i kommunen Utsjoki i landskapet Lappland, i den norra delen av landet, 1 100 km norr om huvudstaden Helsingfors. Uhcit Duolbajávri ligger 269,3 meter över havet. Omgivningarna runt Uhcit Duolbajávri är i huvudsak ett öppet busklandskap. Arean är 64,4 hektar och strandlinjen är 5 kilometer lång. Sjön  ingår i Tana älvs huvudavrinningsområde. 